# El baño de las ninfas
El baño de las ninfas es una obra de teatro en dos actos, cada uno dividido en dos cuadros, de Joaquín Calvo Sotelo, estrenada en 1966.

## Argumento
Un convento de monjas de la España rural sobrevive a duras penas de su miseria. Para conseguir una fuente de ingresos adicional, las religiosas toman la decisión de mostrar al público un cuadro del Greco olvidado entre sus muros. Sin embargo, la pintura es destruida por un excombatiente republicano que se refugia en el edificio, con el objetivo de que las hermanas cobren el seguro y le mantengan su refugio.

## Estreno
- Teatro Marquina, Madrid, 27 de diciembre de 1966.
  - Dirección: Víctor Andrés Catena.
  - Escenografía: Emilio Burgos.
  - Intérpretes: Irene Gutiérrez Caba, Pedro Porcel, Milagros Leal, Amparo Gimeno, Marta Puig, María Luisa Arias, Joaquín Roa, Olvido Rodríguez.